# Португалия на «Евровидении-1975»
Португалия принимала участие в юбилейном двадцатом выпуске телевизионного конкурса Евровидение-1975, который состоялся 22 марта в Стокгольме, Швеция. Страну представлял певец Дуарте Мендеш с песней Madrugada ("Раннее утро"), написанной Жозе Луишем Тиноко. Это первое участие Португалии на Евровидении после падения диктаторского режима Нового государства Салазара, случившегося годом ранее. По итогам голосования он занял лишь 16-е место из 19, набрав 16 баллов. Тем не менее, Madrugada стала предшественницей португальской заявки на Евровидение-1976 Uma flor de verde pinho в исполнении Карлуша ду Карму. Конкурс был показан RTP на канале RTP1 с комментариями Жулиу Исидру. Глашатаем от Португалии была Ана Занатти.

## До «Евровидения»

### Festival da Canção 1975
Традиционно с 1964 года португальская телекомпания RTP отвечает за организацию отбора заявки на Евровидение путём формата национального финала под названием Festival da Canção. Двенадцатый выпуск Festival da Canção 1975 состоялся 15 февраля на сцене театра Марии Матуш в Лиссабоне. Ведущими были Мария Элиза Домингеш и Жозе Нуну Мартинс. Этот выпуск был первым, который не прошёл сито цензуры или Комиссии предварительной экспертизы, как режим предпочитал назначать цензоров в последние годы диктатуры. Из-за революционного климата все участвовавшие в отборе песни носили сильное политическое послание. Впервые не было проведено публичного конкурса на открытую подачу песен. Вместо этого RTP пригласило 14 наиболее влиятельных композиторов и сонграйтеров принять участие со своими творениями. Десять из них согласилось принять участие, и, следовательно, десять песен было представлено в финале. Победитель определялся путём голосования коллегии из отобранных RTP композиторов и сонграйтеров, выставлявших оценки от 1 (минимальной) до 5 (максимальной) любым произведениям, кроме своих собственных. Среди конкурсантов был Паулу де Карвалью, представитель Португалии на Евровидение-1974.
| Порядковый номер | Исполнитель                   | Название песни             | Голоса композиторов | Голоса авторов | Всего | Место |
| ---------------- | ----------------------------- | -------------------------- | ------------------- | -------------- | ----- | ----- |
| 1                | Фернанду Жирао и Хорхе Пальма | Pecado (do) capital        | 16                  | 17             | 33    | 7     |
| 2                | Дуарте Мендеш                 | Madrugada                  | 30                  | 31             | 61    | 1     |
| 3                | Пако Бандейра                 | Batalha-povo               | 21                  | 20             | 41    | 6     |
| 4                | Пауло де Корвалью             | Com uma arma, com uma flor | 27                  | 26             | 53    | 3     |
| 5                | Карлос Кавалейру              | A boca do lobo             | 28                  | 31             | 59    | 2     |
| 6                | Фернанду Гашпар               | Leilão de lata             | 11                  | 11             | 22    | 10    |
| 7                | Виктор Лейтао                 | Canção acesa               | 17                  | 13             | 30    | 9     |
| 8                | Пауло де Корвалью             | Memória                    | 26                  | 21             | 47    | 4     |
| 9                | Жозе Мариу Бранку             | Alerta                     | 21                  | 21             | 42    | 5     |
| 10               | Хорхе Пальма                  | Viagem                     | 17                  | 14             | 31    | 8     |

## На «Евровидении»
В 1975 году была впервые введена новая процедура начисления очков, где жюри из каждой страны выставляло десяти полюбившимся песням баллы от 1 до 8, 10 и 12 баллов. В Стокгольме Дуарте Мендеш выступал под номером 16, между Финляндией и Испанией. По результатам новой системы голосования он занял лишь 16-е место из 19, набрав 16 баллов, включая максимальные 12 баллов от Турции. 12 баллов португальское жюри присудило Франции. Дирижёром оркестра во время исполнения португальской заявки был Педру Осориу.

### Голосование
| Очки      | Страна              |
| --------- | ------------------- |
| 12 баллов | - Турция            |
| 10 баллов |                     |
| 8 баллов  |                     |
| 7 баллов  |                     |
| 6 баллов  |                     |
| 5 баллов  |                     |
| 4 балла   |                     |
| 3 балла   |                     |
| 2 балла   | - Испания - Франция |
| 1 балл    |                     |

| Очки      | Страна         |
| --------- | -------------- |
| 12 баллов | Франция        |
| 10 баллов | Италия         |
| 8 баллов  | Люксембург     |
| 7 баллов  | Нидерланды     |
| 6 баллов  | Швеция         |
| 5 баллов  | Великобритания |
| 4 балла   | Ирландия       |
| 3 балла   | Монако         |
| 2 балла   | Швейцария      |
| 1 балл    | Югославия      |